# Laser 4.7
Laser 4.7 és una embarcació de competició de vela lleugera que està destinada a navegants joves, segons l'ILCA, de 35kg a 55kg. Forma part de la sèrie Laser, que també inclou el Laser Standard i el Laser Radial, i és molt popular a nivell mundial amb més de 200.000 exemplars en 140 països diferents. La seva popularitat es deu a la seva simplicitat, la possibilitat de compartir material i parts amb les altres embarcacions de la sèrie, i la seva categoria olímpica. La superfície vèlica de la Laser 4.7 és de 4,7m².
L'embarcació consta d'un pal bipartit, que facilita l'aparellament, un casc molt lleuger que fa que sigui més senzill a l'hora de transportar-lo, ja que l'embarcació pesa poc, es pot transportar damunt d'unt cotxe, el qual era un dels objectius del dissenyador Bruce Kirby i Ian Bruce a l'hora de fabricar una embarcació de vela lleugera simple i competitiva. Una altra raó del seu èxit és que els tres Lasers gairebé comparteixen tot el material i les seves parts, tan sols varia la superfície vèlica i la part inferior del màstil, la base.

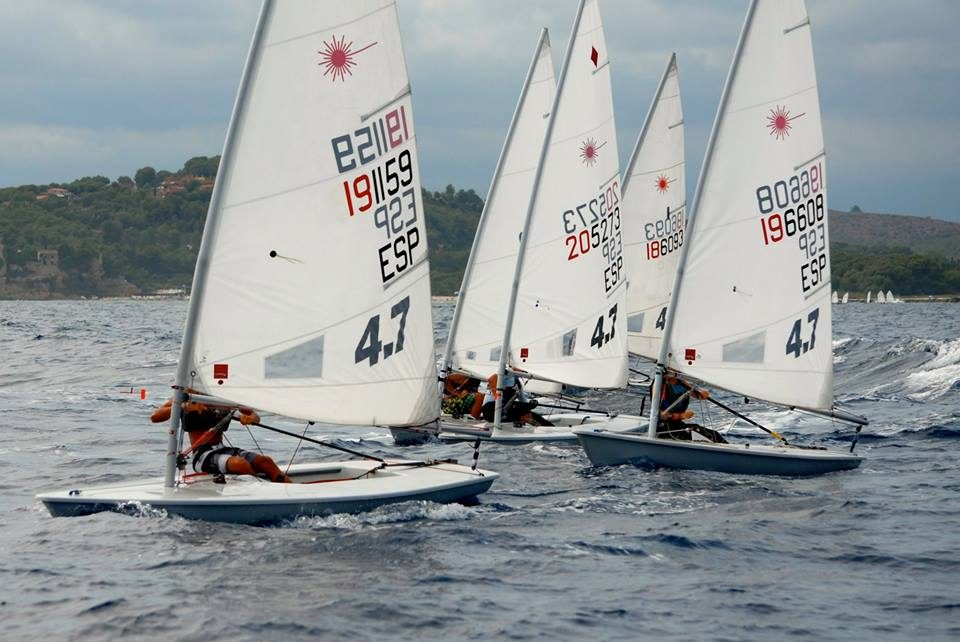
Cenyida d'un grup de Laser 4.7

El fet de no haver de comprar un vaixell complet, facilita el canvi de categoria, de 4.7 a Radial i o a Standard. Segurament també aquesta popularitat es deu al fet que el Laser és una classe olímpica, l'Standard per a homes i el Laser radial per a dones.
El canvi de Laser no ve determinat per l'edat sinó pel pes, a mesura que peses més pots canviar de Laser, però ningú ni cap norma te n'obliga.
Segons l'ILCA (International Laser Class Association) el Laser Standard és per persones de més de70kg i té una superfície vèlica a de 7,06 m², després el Laser Radial és per persones d'entre 55 i 70kg i té una superfície vèlica de 5,76 m².
Per acabar el Laser 4.7 que la vela amb què es navega té una superfície de 4,7 m² i és d'aquí d'on ve el seu nom. El làser 4.7 és per als navegants més joves, segons l'ILCA per persones de 35kg a 55kg.

## Descripció
El Laser 4.7 va ser un desenvolupat al voltant d'una dècada més tard que el Laser original (Standard). L'àrea de la vela es va reduir en un 35% a partir de la norma amb una secció del pal inferior pre-doblat més curt, (la base) permetent als mariners més lleugers navegar en aquesta classe.
El Laser 4.7 és una classe de vela lleugera individual. És una embarcació “one-design” (disseny únic), és a dir, tot el material reglamentari és fabricat igual per empreses independents en diferents parts del món, incloent Laser Performance (Amèrica i Europa), Rendiment Sailcraft Austràlia (Oceania) i Performance Sailcraft Japó. Són tots fabricats amb les mateixes especificacions i mides. El resultat és que tots els vaixells làser són pràcticament idèntics tant si són nous o amb més de 5 anys, per tant, és el mariner qui guanya la regata, i no tant el vaixell.
El Laser 4.7 és un vaixell desafiant que recompensa tant l'atletisme i la forma física, com l'excel·lència tàctica, l'estratègia a l'aigua i el control del vaixell.

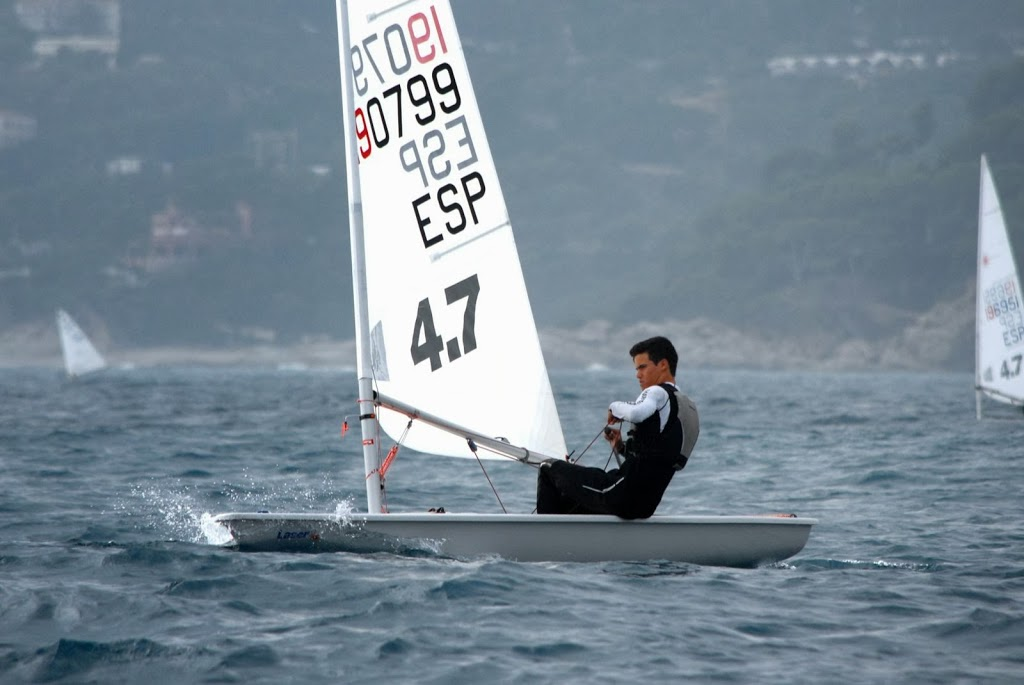
Un Laser 4.7 a Palamós

La classe 4.7 és una classe que inicialment va estar pensada per a navegants joves que just acaben de sortir de la classe Optimist i que volen seguir navegant en una embarcació individual, però avui dia, en molts països, no només naveguen nens 12 a 18 anys (límit establert per la ILCA) sinó que s'ha obert per a adults que són de pes lleuger.
L'any passat la ILCA, va ampliar la quota en els Campionats Europeus i Europa Cups, obrint les places a la categoria Sènior Femení.
Al marge d'això és requisit indispensable perquè la categoria Sènior sigui inclosa en els esdeveniments internacionals o nacionals que l'organització faci una classificació distingida per la categoria i sigui premiada a part de la classificació general.
Sense cap dubte el Laser 4.7 és l'inici del camí, per a molts regatistes, en el seu camí olímpic. Com ara els olímpics: Tonci Stipanovic, Daniel Mihelic, Tina Mihelic, Victòria Chan, entre molts que actualment estan donant els seus primers passos en el món olímpic.
La popularitat del 4.7 va sorgir a principis dels 90, a partir del 2002 van començar a organitzar Campionats del Món. En la seva última edició el Laser 4.7 aconseguir reunir 450 participants dels 5 continents. El Campionat del Món es va dur a terme a Balatonfured, Hongria.

## Parts
Casc: És d'una eslora de 4.23m, està fet de fibra de vidre i pintat de color blanc. Conté una petita banyera que és per on es mou el navegant, conté una bomba de buidatge (beiler) que expulsa l'aigua automàticament quan el Laser avança.
Punta:
És la part superior del màstil és cilíndrica i recta, però amb el temps es pot anar torçant. La punta està feta d'alumini anoditzat. A la part inferior, que és on s'encaixa amb la base, hi té dos peces de plàstic, per tal de facilitar la junta se li donen un parell de voltes amb cinta adhesiva.
Base:
És la part inferior del màstil, és a dir, la base i la punta formen el màstil, també és cilíndrica i d'alumini anoditzat, però aquesta és força més curta i està fabricada amb una lleugera curvatura per tal d'acompanyar el flexeig que provoca la vela amb la força del vent a la punta. Si no hi hagués aquesta curvatura a la base la punta es podria partir molt fàcilment. Té dos petits pius, un per introduir-lo en un forat que té en un extrem la botavara per tal d'encaixar les dues parts, i l'altre, està foradat que és on s'hi posa el sistema de la contra.
Botavara:
També és cilíndrica, recta i d'alumini anoditzat, està amb contacte amb el pujamen de la vela a través d'un puny. En ella hi ha dos politges per on hi passa l'escota, una per la meitat i una altra al final. La botavara també flexa, en els dies de molt vent ajuda a aplanar la vela.
Vela:

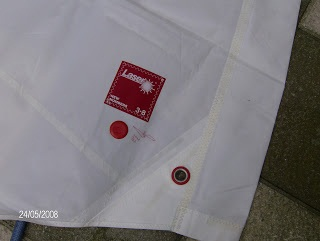
Segell oficial de la classe Laser

És de forma triangular i com ja hem dit és de 4,7 m². Està feta de dàcron, una fibra plàstica de la qual es fan moltes veles avui en dia. La vela del laser 4.7 és de tall horitzontal, aquesta va enfundada en el màstil on hi ha el gràtil. Conté tres sables en la baluma. La vela del Laser 4.7 no és tan bossuda com las del Radial i la de l'Estàndard.
Una vela manté la seva forma durant un temps limitat. Quan passa molt temps flamejant o es navega amb ella durant massa temps, la vela perd la forma i es torna més difícil trimar-la perquè es comporti de la manera desitjada.
El làser és un monotip i, per tant, gairebé tot el material ha de ser de la marca làser, i la vela no és menys. Per evitar falsificacions totes les veles làser porten un botó i un segell aprovat per la classe, però a més hi ha una altra diferència, el gramatge (el pes per m2 de tela de Dacron utilitzada) i el tacte del material és diferent d'altres tipus de Dacron que es poden trobar. Això dona un aspecte i un so diferent del que té qualsevol altre material.

## Dimensions
- Eslora: 4.23 m
- Màniga: 1.37 m
- Pes (amb accessoris): 59 kg
- Superfície vèlica: 4.7 m2
- Flotació positiva : 158.7kg
- Línia de flotació : 3,81 m
- Punta: 3,60m
- Base: 1,81m
- Botavara: 2,74 m